# 貝思佩奇 (紐約州)
貝思佩奇（英語：Bethpage）是位於美國紐約州拿騷縣的普查規定居民點。

## 人口
根據2020年美國人口普查的數據，貝思佩奇的面積為9.26平方千米，皆為陸地。當地共有人口16658人，而人口密度為每平方千米1,798.92人。